# Cheumatopsyche burksi
Cheumatopsyche burksi är en nattsländeart som beskrevs av Ross 1941. Cheumatopsyche burksi ingår i släktet Cheumatopsyche och familjen ryssjenattsländor. Inga underarter finns listade i Catalogue of Life.